# Cornelis Hendrik Coster
Cornelis Hendrik Coster (Alkmaar, 14 augustus 1854 – Arnhem, 3 maart 1902) was een Nederlands violist, dirigent en componist.

## Leven
Hij werd geboren binnen het gezin van gemeenteraadslid en boekhandelaar Hendrik Coster Hermanszoon en Bastiana Cornelia Mentz. Het echtpaar verhuisde in 1862 naar Arnhem. Coster zou een belangrijke rol gaan spelen in het Arnhemse muziekleven. Hij bleef zelf ongehuwd. P. Kroon heeft hem in een kunstwerk vastgelegd.
Zijn muzikale opleiding kreeg lessen van Hendrik Arnoldus Meijroos, leidend Arnhems muzikant en muziekmeester Johan Frederik Willem Godron. Vervolgens mocht Cornelis Hendrik verder studeren in Hannover bij August Lindner en Jean Johann Bott. Eindstudie vond plaats bij de heer Robert Heckmann in Keulen, die hem vroeg als violist permanent toe te treden tot het Heckmann-strijkkwartet maar Coster weigerde. Hij ging terug naar Arnhem om er muziek te gaan doceren op de Arnhemse muziekschool en ging spelen in het concertorkest Caecilia, waarbij hij tevens als concertmeester optrad. Hij werd bij die laatste instantie ook directeur en kon in diezelfde functie terecht bij een toonkunstvereniging in Zutphen. Hij was voorts leider van het koor Aurora, daarin volgde hij Bernard Perquin op. Hij stond voor het Stedelijk Muziekkorps van Arnhem en ook weleens voor de Arnhemsche Orkest Vereeniging. In 1901 ging zijn gezondheid dermate achteruit dat hij ontslag nam uit zijn posities.
Hij bespeelde een viool gebouwd door Pietro Guarneri, die viool werd na zijn dood eigendom van het Conservatorium in Den Haag. Hij publiceerde in 1901 een vlugschrift onder de titel "Een voortwoekerend kwaad op het gebied der toonkunst", een kritiek op de muziekcritici. In 1902 werd hij nog geëerd in verband met zijn 25-jarige loopbaan als muzikant; hij kreeg een zilveren lauwerkrans. Hij liet een legaat na van 10.000 gulden om tot een tienjaarlijkse uitvoering te kunnen komen van Die Jahreszeiten van Joseph Haydn, een werk dat hij lief had. Let wel: hij gaf ook 50.000 gulden aan een goede vriendin om haar moeder te verzorgen.

## Werken
Hij heeft een aantal werken op zijn naam staan:
- opus 1: Twee amoureuse liedekens voor bariton (Tavont sullen wij vrolic sijn en Een liedeken van sceiden)
- opus 2: Im Sommer voor alt
- opus 3: Twee liederen voor bariton (Serenade en Vergeet mij niet)
- opus 4: Wiegenlied voor alt (1893)
- opus 5: Zwei neue Lieder (Frühlingslied en Ich muss hinaus) (1893)
- opus 6: Drei Lieder (Morgens steh’ ich auf, Es hat die Nachtigall, Es war ein alter König)
- opus 7: Zwei Lieder (Die Lotusblume en Viel Träume)
- opus 8: Zwei Lieder (Meine Lilie en Lebewohl)
- opus 14: Suite voor orkest
- Concertstuk voor viool en orkest
- Iphigenia in Tauris voor mezzosopraan en orkest
- Ritter Olaf, ballade voor sopraan, alt en bariton met (dubbel) strijkorkest, piano en harp (bekroond door Toonkunstvereniging in 1890)
- Neu Frühling, driestemmig vrouwenkoor
- Dodelinette
- Bagatellen voor piano
- Oud-Hollandsche liederen
- een cantate voor de opening van de Historisch Geneeskundige tentoonstelling in 1899

Zijn Serenade, Iphigenie auf Tauris en Ritter Oluf brachten het tot uitvoeringen in het Koninklijk Concertgebouw, waarbij de uitvoerende het Koninklijk Concertgebouworkest was onder leiding van Willem Kes (1x), Willem Mengelberg (6x) en Cornelis Dopper (1x) in de periode 1891 tot en met 1912.

## Uitvoeringen
Enkele concerten:
- 24 december 1876: Arnhem: grote zaal in Musis Sacrum, aangekondigd als C.H. Coster uit Hannover; hij speelde een vioolconcert van Jean Joseph Bott (opus 21)
- 7 januari 1883: Arnhem: grote zaal in Musis Sacrum, concert waarbij Coster solist was in zijn eigen Concertstuk voor viool en orkest; algehele leiding Albert Kwast
- 12 maart 1895: Weldadigheidconcert in Concertzaal Park Tivoli, opbrengsten voor het ziekenhuis in Apeldoorn, hij speelde viool en zijn Twee amoureuze liedekens werd uitgevoerd;

- Biografisch Portaal: 89504841
- Digitale Bibliotheek voor de Nederlandse Letteren: cost034
- Gemeinsame Normdatei: 1025994434
- International Standard Name Identifier: 0000 0003 8239 5650
- Library of Congress Control Number: no2018023839
- Nederlandse Thesaurus van Auteursnamen: 171730615
- Virtual International Authority File: 264814807
- WorldCat: E39PBJdcBPwybC8W8GVyhCXDbd